# Couplage (physique)
Pour les articles homonymes, voir Couplage.
En physique, le couplage de deux objets est le fait qu'ils interagissent. En mécanique newtonienne, le couplage est une interaction entre deux systèmes oscillants, tels que des pendules reliés par une chaine. Ces interactions affectent le comportement oscillatoire des deux objets. En physique des particules, deux particules sont couplées si elles exercent l'une sur l'autre l'une des quatre forces fondamentales.

## Couplage d'oscillateurs harmoniques

### Mécanique vibratoire

Pendules couplés par un ressort

Si deux oscillateurs harmoniques peuvent échanger de l'énergie, on dit que ces deux oscillateurs sont couplés. Cela se produit lorsque les deux oscillateurs sont réceptifs aux excitations de l'autre. Un exemple de couplage est donné par deux pendules reliés par un ressort. Si les pendules sont identiques, les équations de leurs mouvements s'écrivent :
{\displaystyle m{\ddot {x}}=-mg{\frac {x}{l_{1}}}-k(x-y)}
{\displaystyle m{\ddot {y}}=-mg{\frac {y}{l_{2}}}+k(x-y)}
Ces équations représentent le mouvement harmonique simple du pendule auquel s'ajoute un facteur de couplage dû au ressort. Ce comportement est également observé dans certaines molécules, telles que CO2 et H2O, où les deux atomes identiques vibrent autour de l’atome central.

### Circuits électroniques couplés

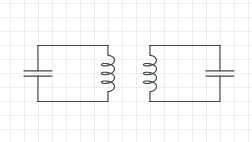
Deux circuits LC couplés.

Dans les circuits LC, la charge oscille entre le condensateur et la bobine et peut donc être modélisée comme un simple oscillateur harmonique. Lorsque dans deux circuits LC non connectés, le flux magnétique généré par l'inducteur d'un circuit est capable d'affecter l'inductance de l'inducteur de l'autre circuit, les circuits sont dits couplés. Le coefficient de couplage k définit la manière dont les deux circuits sont couplés. Il est donné par l'équation :
{\displaystyle k={\frac {M}{\sqrt {L_{\mathrm {p} }L_{\mathrm {s} }}}}}
où M est l'inductance mutuelle des circuits et {\displaystyle L_{\mathrm {p} }} et {\displaystyle L_{\mathrm {s} }} sont les inductances respectives des circuits primaire et secondaire. Si les lignes de flux de l’inducteur primaire traversent toutes les lignes de l’inducteur secondaire, le coefficient de couplage est égal à 1 et donc {\displaystyle M={\sqrt {L_{\mathrm {p} }L_{\mathrm {s} }}}}. Toutefois, dans la pratique, il y a des pertes, si bien que les systèmes réels ne sont qu'imparfaitement couplés.

## Interaction fluide-structure
En mécanique, l'interaction fluide-structure (IFS) concerne le comportement d'une structure immergée dans un fluide, sous l'effet des actions du fluide sur la structure et réciproquement.
On distingue les cas suivants, selon les échelles de temps qui régissent le mouvement de la structure et celui du fluide :
- si on peut considérer que le fluide n'a pas de mouvement propre à l'échelle de temps du solide (UR << 1), l’interaction se traduit par des termes de raideur de gradient (liée au gradient de pression du fluide), de raideur de forme (liée à la déformation du solide) et de masse ajoutée (traduisant la résultante des effets d’inertie opposés par le fluide à l’accélération du solide ; ST >> 1) ; un fluide embarqué dans un véhicule peut être exposé au phénomène de ballotement (effet de surface libre) avec des modes de ballotement qui peuvent se coupler avec les modes structuraux ; enfin la viscosité du fluide influence le mouvement du solide (mouvement de l’œuf frais comparé à celui de l’œuf dur) ;
- si à l'inverse la vitesse relative du fluide est élevée (UR >> 1), apparaissent les problèmes d'aéroélasticité, décrivant l'influence de l'écoulement stationnaire sur la dynamique du solide ;
- quand ces conditions ne sont pas remplies, on parle de « couplage fort » du fait de la simultanéité des évolutions de l'écoulement et de la structure.

## Chimie

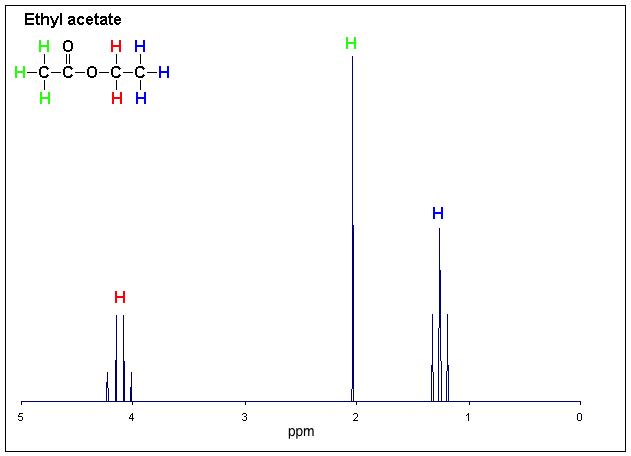
Pics dans une image RMN de l'acétate d'éthyle.

### Couplage de moment cinétique
Le couplage spin-spin se produit lorsque le champ magnétique d'un atome affecte le champ magnétique d'un atome proche. Ceci est très courant en imagerie par résonance magnétique nucléaire. Si les atomes ne sont pas couplés, on observe deux pics individuels, appelés doublets, représentatifs des atomes individuels. Si le couplage est présent, alors il y aura un triplet, un plus grand pic avec deux plus petits de chaque côté. Cela est dû aux spins des atomes individuels qui oscillent en tandem.

## Astrophysique
Les objets dans l'espace qui sont couplés les uns aux autres sont sous l'influence mutuelle de la gravité de chacun. Par exemple, la Terre est couplée à la fois au soleil et à la lune du fait qu'elle réagit à leur influence gravitationnelle. Les systèmes binaires, à savoir deux objets couplés gravitationnellement l'un à l'autre, sont communs dans l'espace. Des exemples en sont les étoiles binaires qui tournent l'une autour de l'autre (autour du centre de gravité du système constitué par ces deux étoiles). Plusieurs objets peuvent également être couplés les uns aux autres simultanément, comme par exemple des amas globulaires ou des groupes de galaxies. L'accrétion se produit lorsque des particules plus petites, telles que de la poussière interstellaire, qui se sont couplées au fil du temps, s'agglutinent. C'est le principal mode de formation des étoiles et des planètes.

## Plasma
La constante de couplage d'un plasma est donnée par le rapport entre son énergie moyenne d'interaction de Coulomb et son énergie cinétique moyenne. Elle est représentative de la force électrique qui lie chaque atome et assure la cohésion du plasma. On peut donc classer les plasmas selon l'intensité de leur couplage. Beaucoup de plasmas, tels que le plasma de la couronne solaire, sont faiblement couplés, tandis que le plasma d'une étoile naine blanche est un exemple de plasma fortement couplé.

## Mécanique quantique
Deux systèmes quantiques couplés peuvent être modélisés par un hamiltonien de la forme :
{\displaystyle {\hat {H}}={\hat {H}}_{a}+{\hat {H}}_{b}+{\hat {V}}_{ab}}
qui est l'addition des deux hamiltoniens propres et d'un facteur d'interaction. Dans la plupart des systèmes simples, {\displaystyle {\hat {H}}_{a}} et {\displaystyle {\hat {H}}_{b}} peuvent être résolus exactement alors que {\displaystyle {\hat {V}}_{ab}} peut l'être par la théorie des perturbations. Si les deux systèmes ont une énergie totale similaire, le système peut alors être le siège d'oscillations de Rabi.

### Couplage de moment cinétique
Lorsque des moments cinétiques provenant de deux sources distinctes interagissent, on dit qu'ils sont couplés. Par exemple, deux électrons en orbite autour du même noyau peuvent avoir des moments cinétiques couplés. Du fait de la conservation du moment cinétique et de la nature de l’opérateur du moment cinétique, le moment cinétique total est toujours la somme des moments cinétiques individuels des électrons :
{\displaystyle \mathbf {J} =\mathbf {J_{1}} +\mathbf {J_{2}} }
L'interaction spin-orbite (également appelée couplage spin-orbite) est un cas particulier du couplage de moment angulaire. Plus précisément, il s’agit de l’interaction entre le spin intrinsèque d’une particule S et son moment cinétique orbital L. Comme il s’agit des deux formes de moment angulaire, leur somme doit être conservée. Même si de l’énergie est transférée entre les deux, le moment angulaire total {\displaystyle \mathbf {J} =\mathbf {L} +\mathbf {S} } du système doit être constant.

## Physique des particules et théorie quantique des champs

Exemples de couplage de gluons

Les particules qui interagissent les unes avec les autres sont dites couplées. Cette interaction est provoquée par l’une des forces fondamentales, dont l'intensité est généralement donnée par une constante de couplage sans dimension. En électrodynamique quantique, cette valeur est connue sous le nom de constante de structure fine α, approximativement égale à 1/137. Pour la chromodynamique quantique, la constante change en fonction de la distance entre les particules. Ce phénomène est connu sous le nom de liberté asymptotique. Les forces ayant une constante de couplage supérieure à 1 sont dites « fortement couplées », tandis que celles ayant une constante inférieure à 1 sont dites « faiblement couplées ».